# 山田富士郎
山田 富士郎（やまだ ふじろう、1950年11月4日 - ）は、日本の歌人。新潟県出身・在住。短歌結社「未来」選者。本名、山田富士雄。

## 人物
新潟市のキリスト教徒の家系に生まれる。立教大学文学部日本文学科卒業。在学中は井上宗雄に中古中世和歌を学んだ。藤田湘子に師事して俳句を作った後、1981年頃より短歌に転向。1985年に未来短歌会に入会し、岡井隆に師事。
1987年、「アビー・ロードを夢みて」50首で第33回角川短歌賞を受賞。1991年、歌集『アビー・ロードを夢みて』で第35回現代歌人協会賞を受賞。2001年、歌集『羚羊譚』で第6回寺山修司短歌賞および第1回短歌四季大賞を受賞。
1999年に新潟県在住の超結社研究会「うたの会」を立ち上げ、現在代表。総合誌「歌壇」（本阿弥書店）にて、新潟県出身の歌人會津八一の評伝を連載した（2010年4月 - 2013年3月、全36回）。
2024年、連作「UFO」24首（「現代短歌」2023年5月号掲載）にて第60回短歌研究賞を受賞。

## 著書

### 単著
- アビー・ロードを夢みて（歌集）雁書館、1990年11月。
- 短歌と自由（歌書）邑書林、1997年12月。 ISBN 4897092612
- 羚羊譚（歌集）雁書館、2000年11月。
- 昭和短歌の再検討（歌書）砂子屋書房、2001年7月。 ISBN 4790405656
- 山田富士郎歌集 (選集) 砂子屋書房〈現代短歌文庫57〉、2005年6月。 ISBN 4790408523
- 商品とゆめ（歌集）砂子屋書房、2017年11月。 ISBN 978-4-7904-1663-0

### 共著・共編
- （大滝和子ほか）保弖留海豚（ホテル・ドルフイン）合同歌集 雁書館、1987年10月。
- （小池光・今野寿美共編）現代短歌一〇〇人二〇首 邑書林、2001年9月。 ISBN 4897093694

## 代表歌
- さんさんと夜の海に降る雪見れば雪はわたつみの暗さを知らず / 『アビー・ロードを夢みて』
- 異星にも下着といふはあるらむかあるらめ文化の精髄なれば / 同上（2010年12月5日の朝日新聞「天声人語」に引用された。）
- 兄妹（けいまい）のくちづけのごとやさしかるひかり降る墓地　手放しに泣く / 同上